# Останній атракціон
«Останній атракціон» (інша назва: «Агітфургон») — радянський художній фільм Ольги Преображенської і Івана Правова, знятий в 1929 році за оповіданням Маріетти Шагінян. Прем'єра відбулася 9 вересня 1929 року.

## Сюжет
Громадянська війна. Фронтовими дорогами кочує цирковий балаган, артисти якого дають вистави і для білих, і для червоних. В один із днів балаган реквізують, а артистів передають у підпорядкування політвідділу частини Червоної армії. Балаган після цього стає агітфургоном, а молоді канатоходці Серж і Маша, оцінивши політичну обстановку, добровільно вступають до лав Червоної армії та невдовзі беруть участь у боях проти армії Денікіна.

## У ролях
- Наум Рогожин —  Клим, директор бродячого балагану
- Раїса Пужная —  Маша
- Олександр Сашин —  Серж
- Іван Биков —  Курапов, агітатор політвідділу
- Олена Максимова —  Поллі
- Леонід Юренєв —  Ваня, атлет

## Знімальна група
- Режисери: Ольга Преображенська, Іван Правов
- Автор сценарію: Віктор Шкловський, Маріетта Шагінян (оповідання)
- Оператори: Олексій Солодков, Анатолій Солодков
- Художник-постановник: Олексій Уткін